# Xanthomixis tenebrosa
El bulbul oscuro (Xanthomixis tenebrosa) es una especie de ave paseriforme de la familia Bernieridae endémica de Madagascar.
En 2023, se descubrieron tres individuos en el norte de Madagascar después de que se supusiera que la especie se había extinguido debido a las amenazas a su hábitat. Antes de eso, fue visto por última vez en 1999.

## Distribución y hábitat
Se encuentra únicamente en los bosques húmedos del nordeste de Madagascar.  

## Estado de conservación
Se encuentra amenazada por la pérdida de su hábitat natural.